# Allobates juanii
Allobates juanii (synoniem: Colostethus juanii) is een ernstig bedreigde kikkersoort uit de familie van de Aromobatidae. De wetenschappelijke naam van de soort is voor het eerst geldig gepubliceerd in 1994 door Victor Morales.
Het leefgebied is kleiner dan tien vierkante kilometer, en wordt door kap steeds kleiner. Deze soort is alleen bekend uit Villavicencio, in de uitlopers van de regio Orinoco, Meta Department, Colombia, waar het voorkomt in een botanische tuin, omringd door stedelijk gebied. Sinds 2002 is de soort niet meer gezien, ondanks zoektochten.